# Euphaedra (Euphaedrana) fulvofasciata
Euphaedra (Euphaedrana) fulvofasciata es una especie de  Lepidoptera, de la familia Nymphalidae,  subfamilia Limenitidinae, tribu Adoliadini, pertenece al género Euphaedra, subgénero (Euphaedrana).

## Localización
Esta especie de Lepidoptera se encuentra localizada en Camerún y Zaire (África).